# Liste der Kulturgüter in Coeuve
Die Liste der Kulturgüter in Coeuve enthält alle Objekte in der Gemeinde Coeuve im Kanton Jura, die gemäss der Haager Konvention zum Schutz von Kulturgut bei bewaffneten Konflikten, dem Bundesgesetz vom 20. Juni 2014 über den Schutz der Kulturgüter bei bewaffneten Konflikten sowie der Verordnung vom 29. Oktober 2014 über den Schutz der Kulturgüter bei bewaffneten Konflikten unter Schutz stehen.
Objekte der Kategorie A sind im Gemeindegebiet nicht ausgewiesen, Objekte der Kategorie B sind vollständig in der Liste enthalten, Objekte der Kategorie C fehlen zurzeit (Stand: 1. Januar 2023).

## Kulturgüter
| Foto |                                                                                            | Objekt | Kat. | Typ | Standort                               | Beschreibung |
| ---- | ------------------------------------------------------------------------------------------ | --- | ---- | --- | -------------------------------------- | ------------ |
| ja   | Datei hochladen · Wikidata zu Schloss (Q29785353)                                          | Schloss / Château KGS-Nr.: 03482                                                                            | B    | G   | Au Château 47 574410 / 255900          |              |
| ja   | Datei hochladen · Wikidata zu Kirche Saint-Jean (gotischer Turm) und Pfarrhaus (Q29785355) | Kirche Saint-Jean (gotischer Turm) und Pfarrhaus / Église Saint-Jean (tour gothique) et cure KGS-Nr.: 03483 | B    | G   | Route du Mont 159, 160 574193 / 256026 |              |
| ja   | Datei hochladen · Wikidata zu Ehemalige Waschhäuser (Q29785351)                            | Ehemalige Waschhäuser / Anciens lavoirs KGS-Nr.: 16134                                                      | B    | F   | Milieu du Village 574430 / 255825      |              |